# Amaltea (mitologia)
Amaltea (in greco antico: Ἀμάλθεια?, Amáltheia, a sua volta da ἀμαλός, amalós ("molle, tenero")) è un personaggio della mitologia greca, conosciuto per essere stato la fonte di nutrimento di Zeus infante sul monte Ida dopo la sua nascita sull'isola di Creta.

## Etimologia del nome Amaltheia
Gli stessi antichi sembrano essere stati incerti sia sull'etimologia del nome che sulla reale natura di Amaltea. Esichio di Alessandria lo deriva dal verbo amaltheuein che significa nutrire o arricchire; altri dall'aggettivo amalthaktos, cioè sodo o duro; altri ancora da amalê e theia, col significato di capra divina o tenera dea. La derivazione etimologica più comune è quella secondo cui il nome deriverebbe dal verbo amelgein, mungere o succhiare. 

## Genealogia
È figlia di un curete (o forse apparteneva ad un curete). Secondo Apollodoro, fu Haimonios, mentre Igino scrive Oleno (ed anche Haimonios) ed infine aggiunge Helios.
Igino cita anche l'esistenza di due capretti senza però specificarne i nomi.

## Mitologia
Secondo alcune tradizioni Amaltea era una capra che allattò il piccolo Zeus e che fu poi ricompensata per questo servizio con la collocazione tra le stelle. Secondo un'altra serie di tradizioni Amaltea era invece una ninfa, figlia di Oceano, Elio, Emonio o del re cretese Melisseo e fu colei che, come una madre adottiva, si occupò del nutrimento dell'infante Zeus per mezzo di uno dei corni spezzati da una capra, che veniva opportunatamente riempito di volta in volta con latte di capra o con miele e frutta, e che fungeva da nutrimento al piccolo dio. Successivamente, quando il dio Zeus divenne il re degli dei, trasferì il corno e la capra fino alle stelle.
Secondo altri racconti, Zeus stesso staccò una delle corna della capra Amaltea la donò alle figlie di Melisseo e la dotò di poteri tali che, ogni volta che il possessore lo desiderava, si riempiva istantaneamente di qualsiasi cosa desiderasse. Questa è la storia sull'origine del celebre corno di Amaltea, comunemente chiamato corno dell'abbondanza (o cornucopia), che ha un ruolo molto importante nelle storie della Grecia e che fu usato in tempi successivi come simbolo dell'abbondanza in generale.
Diodoro Siculo fornisce un resoconto di Amaltea che differisce da tutte le altre tradizioni. Secondo lui il re libico Ammone sposò Amaltea, una fanciulla di straordinaria bellezza, e le donò un tratto di terra molto fertile che aveva la forma di un corno di toro e che ricevette dalla sua regina il nome di corno di Amaltea.